# Megapolis Torre 1
La Megapolis Torre 1 est un gratte-ciel de 230 mètres construit en 2011 à Panama City. 

## Lien externe

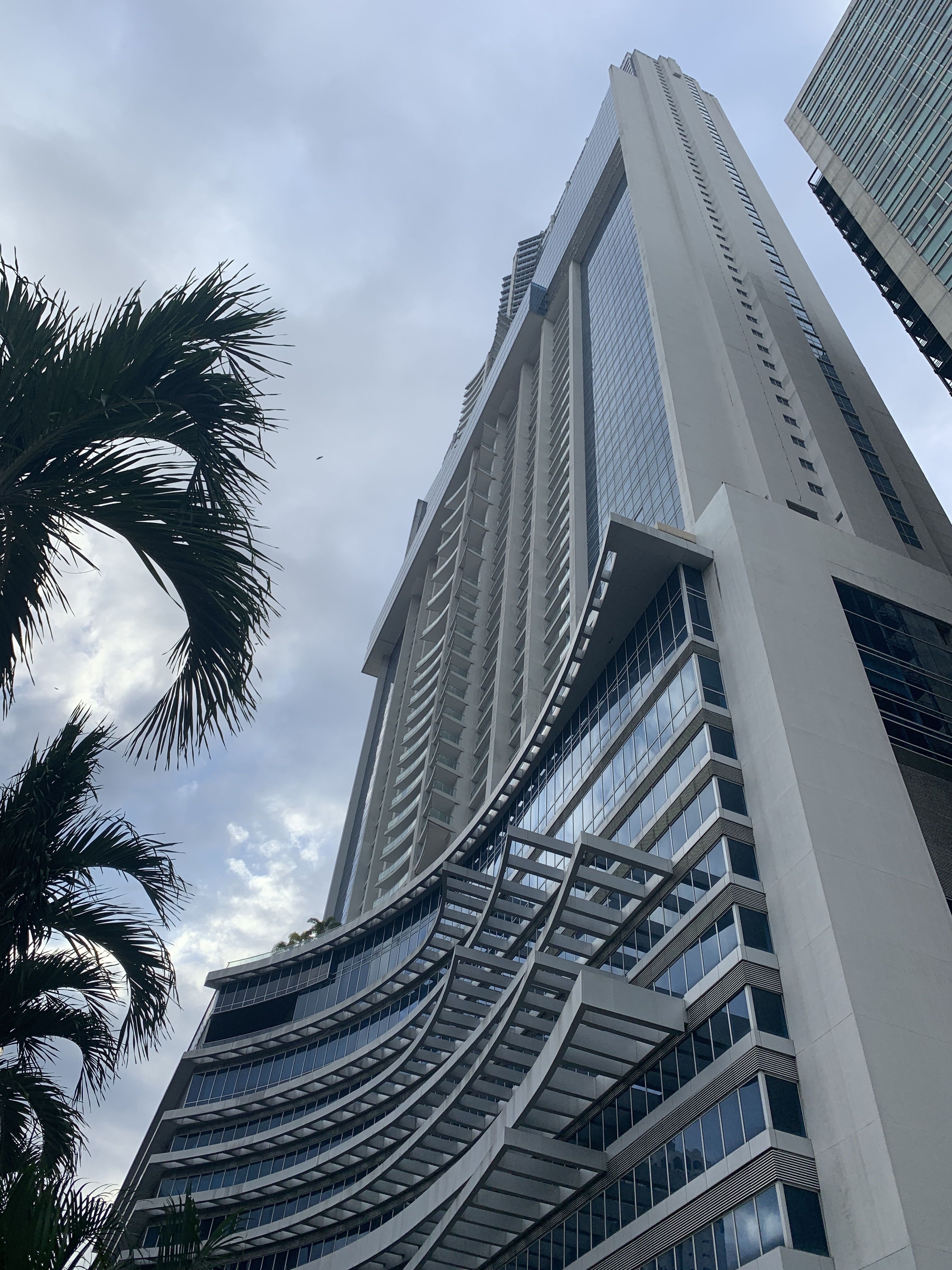